# روث زافاليت
روث زافاليت (من مواليد 27 أغسطس 1966) سياسية مكسيكية. كانت منتسبة إلى حزب الثورة الديمقراطية حتى نوفمبر 2009، لكنها تغيرت وهي حاليًا جزء من حزب البيئة الخضراء في المكسيك. وهي عضو مؤسس في حزب الثورة الديموقراطية وأول سيدة سياسية من حزب الثورة الديموقراطية تشغل منصب رئيس مجلس النواب 2007-2008.

## الحياة والتعليم
زافاليتا حاصلة على درجة البكالوريوس في علم الاجتماع من جامعة المكسيك الوطنية المستقلة.

## الحياة السياسية
في عام 1989 ، كان زافاليت أحد مؤسسي حزب الثورة الديموقراطية. في عام 1997 عينها كواوتيموك كارديناس وزيرة التنمية الاجتماعية في حكومة المقاطعة الفيدرالية المكسيكية، ثم عملت (1998-2000) كوزيرة مالية في المقاطعة الفيدرالية المكسيكية.
من عام 2000 إلى عام 2003 عملت في الجمعية التشريعية للمقاطعة الفيدرالية المكسيكية. في عام 2003 تم انتخابها عمدة لبلدة جيفي ديليغاسيونال
التابعة لمدينة فينوستيانو كارانزا.
في عام 2006 فازت زافاليتا بمقعد في مجلس النواب المكسيكي. ومن ثم كانت تعمل خلال الهيئة التشريعية للكونغرس المكسيكي. في عام 2007 تم انتخابها رئيسة لمجلس توجيه مجلس النواب للسنة الثانية من الهيئة التشريعية من سبتمبر 2007 إلى أغسطس 2008.